# Hexatoma (Eriocera) stricklandi
Hexatoma (Eriocera) stricklandi is een tweevleugelige uit de familie steltmuggen (Limoniidae). De soort komt voor in het Palearctisch gebied.